# Pierre-Ernest Prins

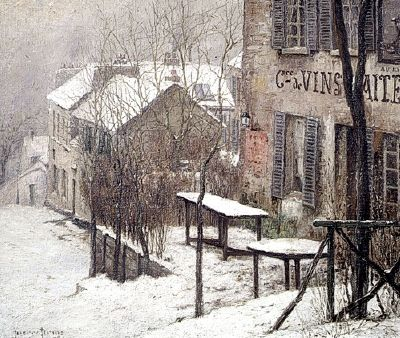
Le Lapin Agile (Musée Carnavalet)

Pierre-Ernest Prins (26. listopadu 1848 v Paříži – 21. ledna 1913 tamtéž) byl francouzský malíř.

## Životopis
Pierre Ernest Prins se zpočátku orientoval na malíře Barbizonské školy, z nichž preferoval Camilla Corota a Charlese Françoise Daubignyho. Po roce 1860 byl pravidelným hostem umělecké kavárny Guerbois, kde se seznámil s Édouardem Manetem. Manet portrétoval v roce 1868 houslistku Fanny Claus (1847–1877), se kterou se Prins v roce 1869 oženil.
Prins se nezúčastnil žádné ze skupinových výstav impresionistů v letech 1874–1886 a jeho obrazy neměly zpočátku obchodní úspěch. V roce 1890 měl výstavu v galerii Georgese Petita. Umělecký časopis La Revue des Arts v roce 1897 ocenil jeho práci a srovnal jeho dílo s Théodorem Rousseau a J. F. Milletem. Vedle městských scenérií Prins tvořil především krajiny, u kterých používal malbu pastelem. Na jeho obrazech se často nacházejí venkovské motivy, jako jsou stodoly a vesnice regionu Île-de-France, kde věnuje velkou pozornost zobrazení oblohy a zachycuje náladu při západu slunce. Jeho styl je blízký impresionistům a v pozdních dílech je ovlivněn symbolismem.